# HD 165185
HD 165185，又名CD-3612214，SAO 209710、HR 6748，是一颗恒星，视星等为5.95，位于銀經356.04，銀緯-7.33，其B1900.0坐标为赤經17h 59m 38.2s，赤緯-36° -7.33′ 39″。